# غوركا فريل
غوركا فريل (بالإسبانية: Gorka Fraile)‏ هو لاعب كرة مضرب إسباني، ولد في 7 أبريل 1978 في إرون في إسبانيا.

## وصلات خارجية
- الموقع الرسمي
- غوركا فريل على موقع رابطة محترفي التنس (الإنجليزية)
- غوركا فريل على موقع الاتحاد الدولي لكرة المضرب (الإنجليزية)
- غوركا فريل على موقع خلاصة التنس.كوم (الإنجليزية)
- غوركا فريل على موقع إي إس بي إن.كوم (الإنجليزية)